# 芻靈

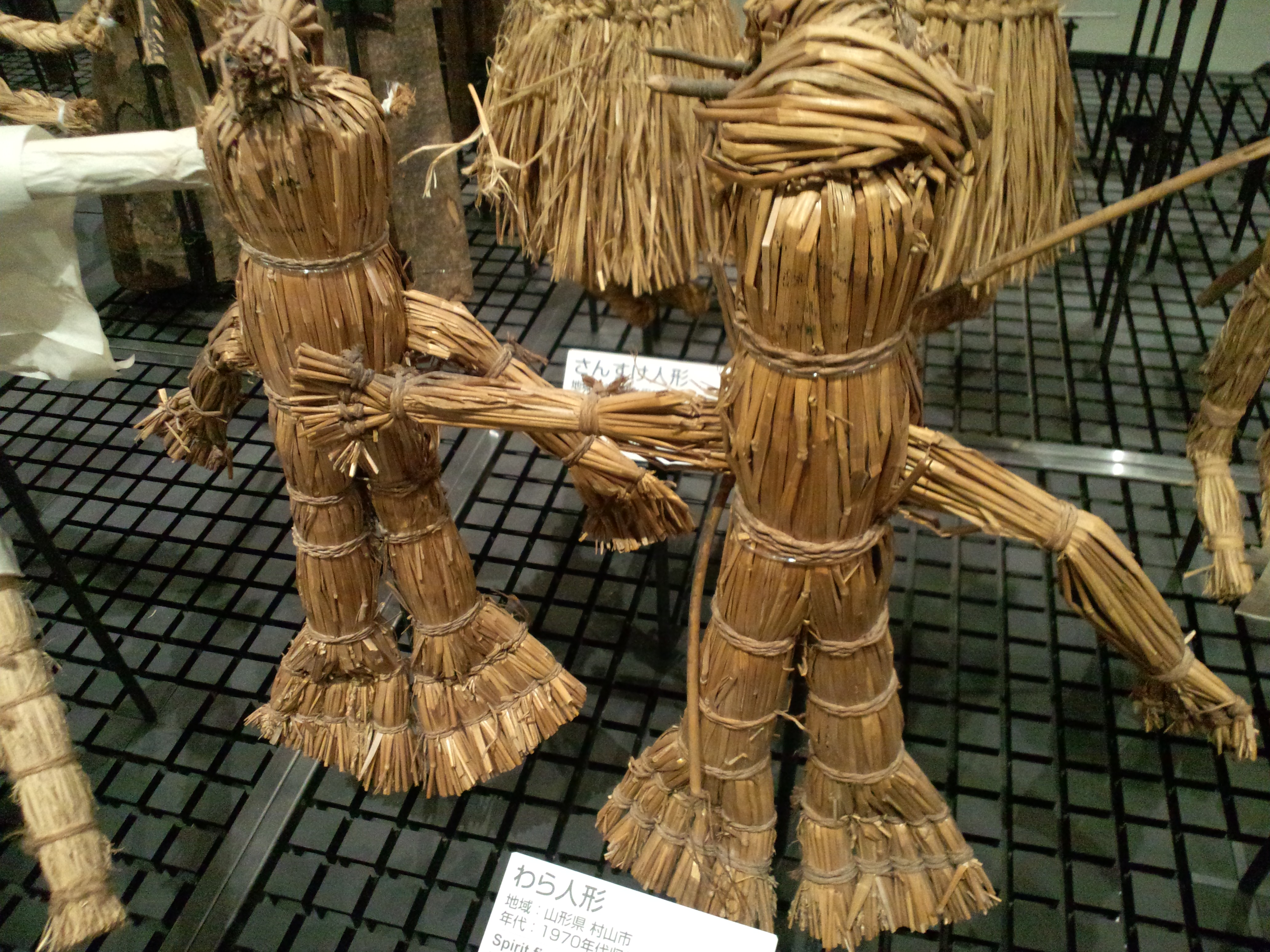
芻人（日本山形縣村山市、1970年代收集、国立民族学博物館）

芻靈，又稱芻人，日本稱為藁人形，朝鮮半島稱為秸稈人形（韓語：짚인형）是漢字文化圈以秸稈紮成的人偶，在古代用作陪葬品。芻靈不限於製成人的形狀，還有馬、狗等動物造型，如芻狗就是狗形的芻靈，動物造型的芻靈常用作除厄的替身。由於芻狗等除厄用的芻靈有祭祀完後就會被丟棄，因此以芻狗比作無用微賤之物。
人形的芻靈有時也用作偶人厭勝之用。例如日本的丑時參拜詛咒儀式中，就用五寸釘打入埋入詛咒對象的媒介（毛髮、皮膚、血液等）芻人上，藉此對象陷入極大痛苦的深淵中。

## 外部連結
- 香港所藏「松人」解除木牘與漢晉墓葬之禁忌風俗 （页面存档备份，存于）